# Aeroportul Municipal Grantsburg
Aeroportul Municipal Grantsburg (IATA: GTG, ICAO: KGTG, FAA LID: GTG) este un aeroport din Grantsburg⁠(d), Comitatul Burnett, Wisconsin, Wisconsin, Statele Unite ale Americii ce deservește zona Grantsburg⁠(d). A fost numit după zona deservită.
Situat la o altitudine de 283 m, aeroportul dispune de 2 piste.

## Infrastructură

### Piste
Aeroportul dispune de 2 piste. Pista 12/30 are suprafața de asfalt și dimensiunile 2.999 picioare × 60 picioare. Pista 05/23 are suprafața de Iarbă și dimensiunile 3.280 picioare × 120 picioare. 